# Plymouth (Nebraska)
Plymouth es una villa ubicada en el condado de Jefferson en el estado estadounidense de Nebraska. En el Censo de 2010 tenía una población de 409 habitantes y una densidad poblacional de 499,73 personas por km².

## Geografía
Plymouth se encuentra ubicada en las coordenadas 40°18′9″N 96°59′19″O / 40.30250, -96.98861. Según la Oficina del Censo de los Estados Unidos, Plymouth tiene una superficie total de 0.82 km², de la cual 0.82 km² corresponden a tierra firme y (0%) 0 km² es agua.

## Demografía
Según el censo de 2010, había 409 personas residiendo en Plymouth. La densidad de población era de 499,73 hab./km². De los 409 habitantes, Plymouth estaba compuesto por el 99.76% blancos, el 0% eran afroamericanos, el 0% eran amerindios, el 0% eran asiáticos, el 0% eran isleños del Pacífico, el 0.24% eran de otras razas y el 0% pertenecían a dos o más razas. Del total de la población el 0.98% eran hispanos o latinos de cualquier raza.